# Briaroaks
Briaroaks – miasto w Stanach Zjednoczonych, w stanie Teksas, w hrabstwie Johnson.